# Katayama Tōkuma

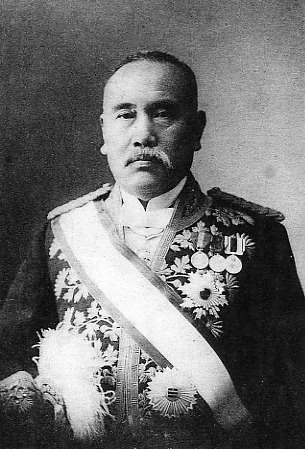
Katayama

Katayama Tōkuma (japanisch 片山 東熊; * 18. Januar 1854 in Hagi; † 24. Oktober 1917) war einer der ersten modernen Architekten Japans.

## Leben und Wirken
Katayama wurde als Sohn eines Samurai in Hagi geboren. Er gehörte zur ersten Klasse der Abteilung für Architektur der neu gegründeten Technischen Hochschule (工部大学校, Kōbu Daigakkō, heute Fakultät für Ingenieurwissenschaften der Universität Tokio) in Tokio, die 1879 ihren Abschluss machte. Zu seinen Mitstudenten gehörten Tatsuno Kingo und Sone Tatsuzō. Danach wurde er vom Ministerium für öffentliche Arbeiten (Kōbu-shō) eingestellt. 
1881 beteiligte er sich an dem Bau der Villa für Prinz Arisugawa, mit der Josiah Conder beauftragt worden war. Damit bekam er Verbindung zum Kaiserlichen Hofamt und konnte sich an anderen Projekten für die kaiserliche Familie beteiligen. 1886 wurde er Mitglied im Büro für die Errichtung des Kaiserlichen Palastes und machte Karriere in dieser Funktion.
Katayamas Bauten orientieren sich alle an westlichen Vorbildern, insbesondere an Bauten der französischen Renaissance. Nach dem Tode des Meiji-Tennō 1912 leitete Katayama die Bauten für die Trauerzeremonie und für das kaiserliche Grab.

## Bauten (Auswahl)
- Nationalmuseum Nara (1894), Wichtiges Kulturgut Japans
- Nationalmuseum Kyōto (1895), Wichtiges Kulturgut Japans
- Jinpū-kaku (仁風閣; 1906), Residenz der Ikeda in Tottori, Wichtiges Kulturgut Japans
- Palast Akasaka (1906), jetzt Gästehaus der Regierung, Nationalschatz Japans
- Hyōkei-kan (表慶館; 1908), Gebäude auf dem Gelände des Nationalmuseums Tokyo, Wichtiges Kulturgut Japans

## Bilder

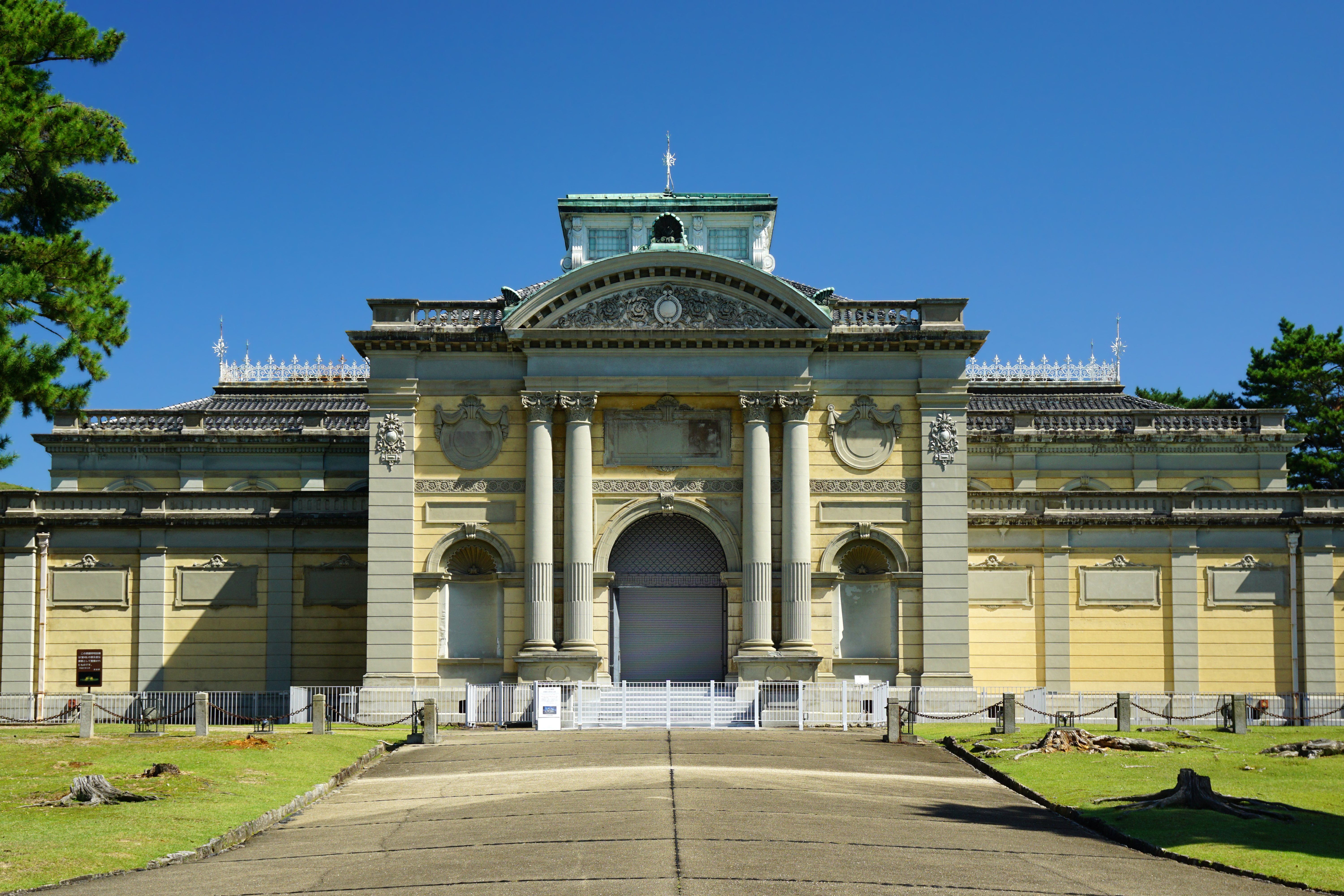
Nationalmuseum Nara
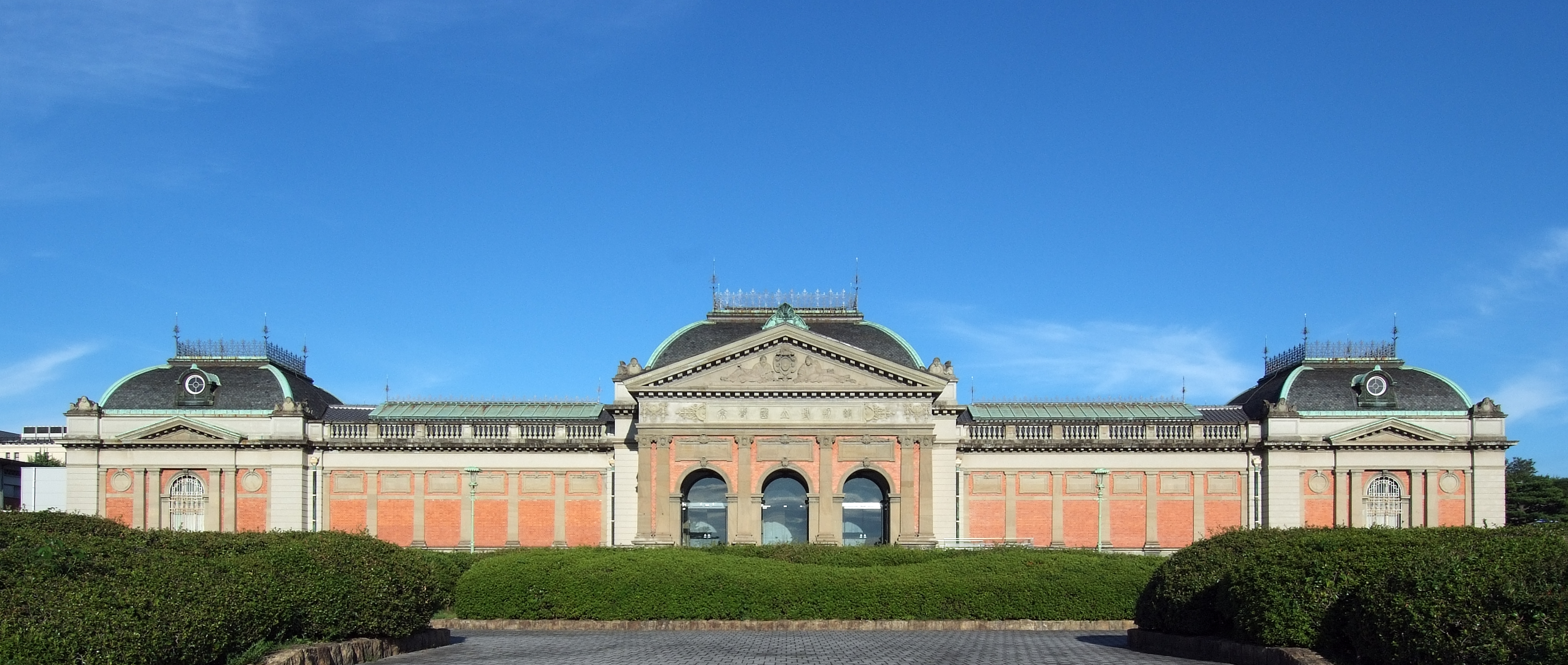
Nationalmuseum Kyoto
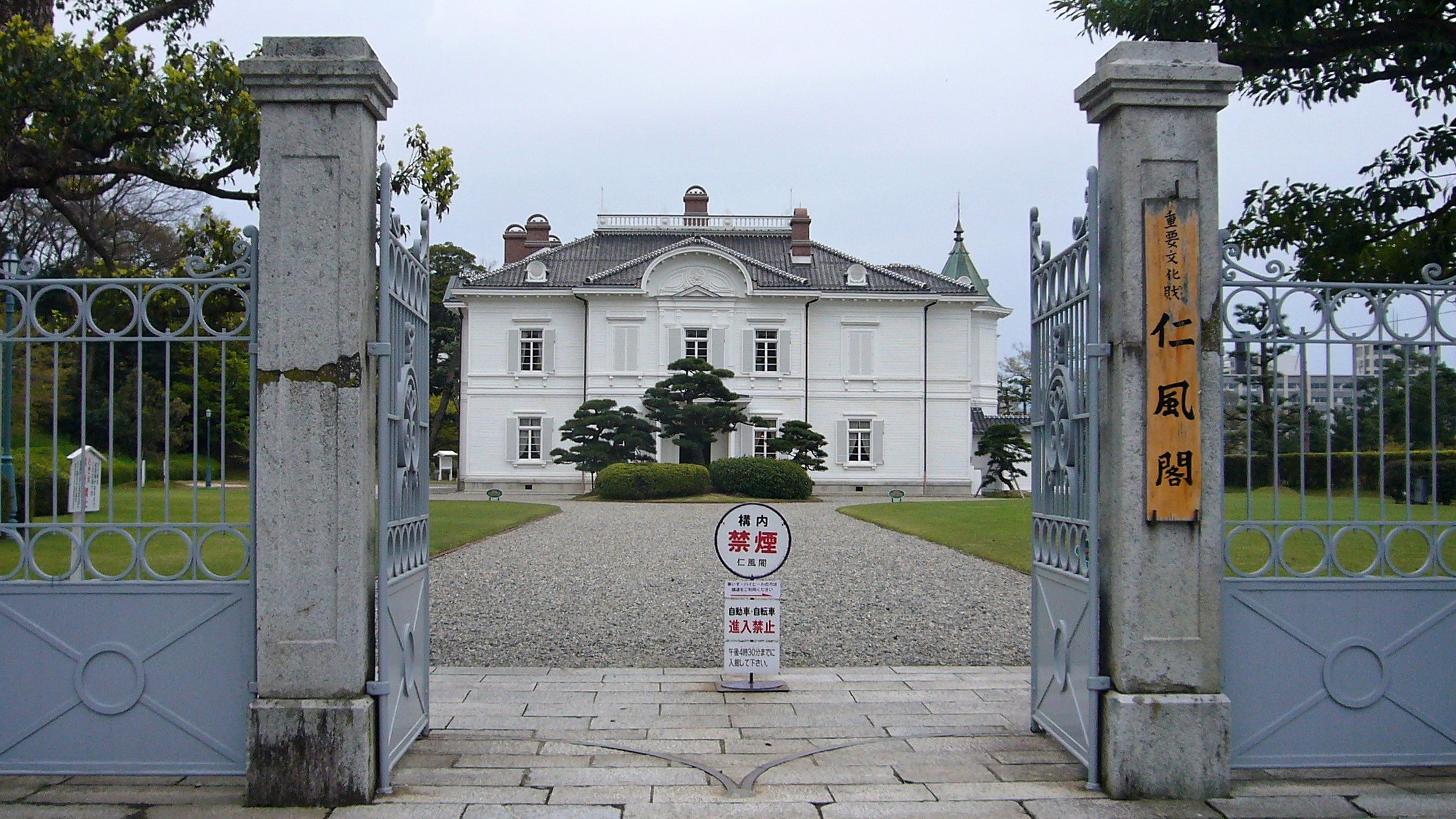
Jinpū-kaku
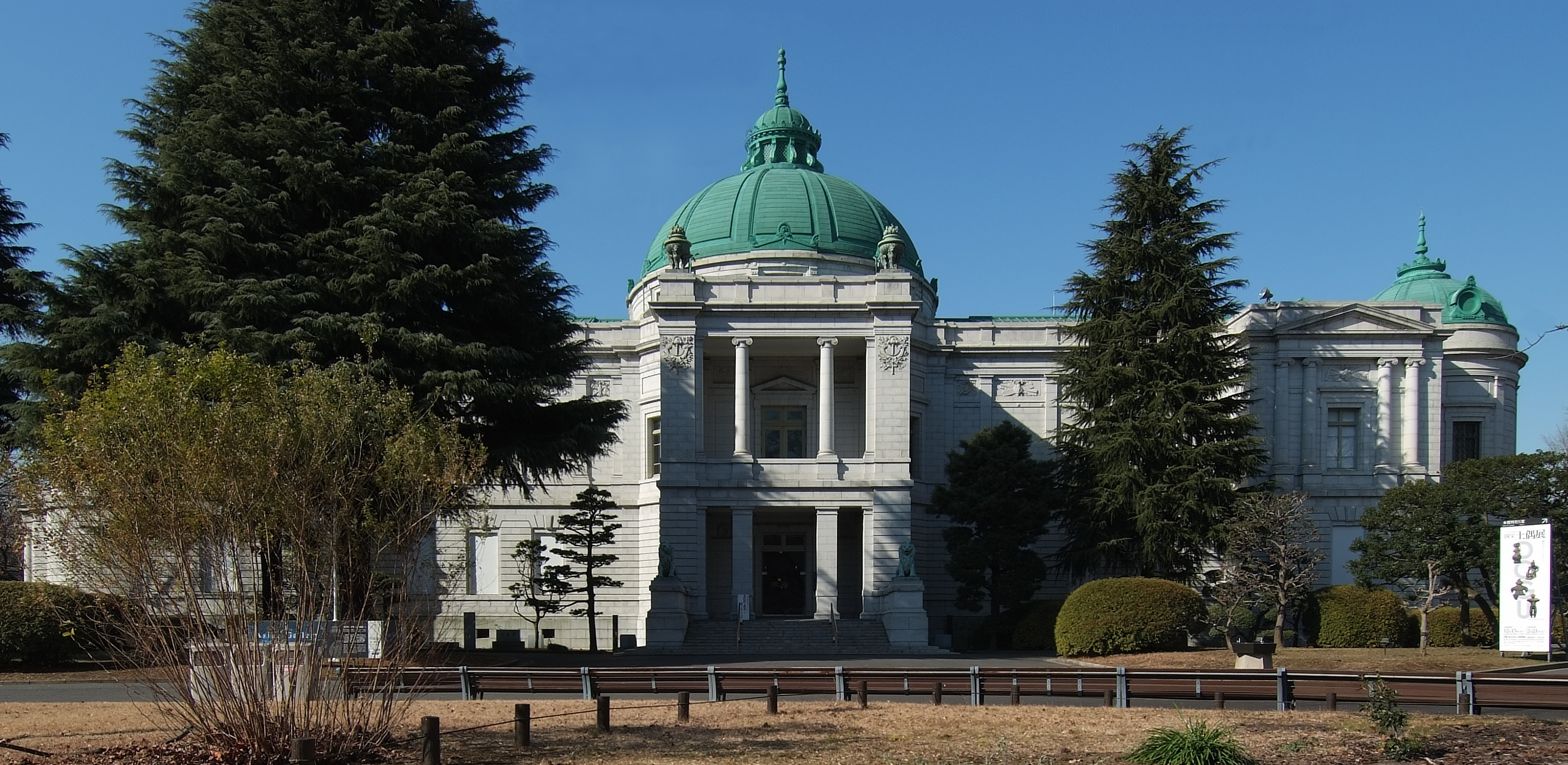
Hyōkei-kan (Tokyo)
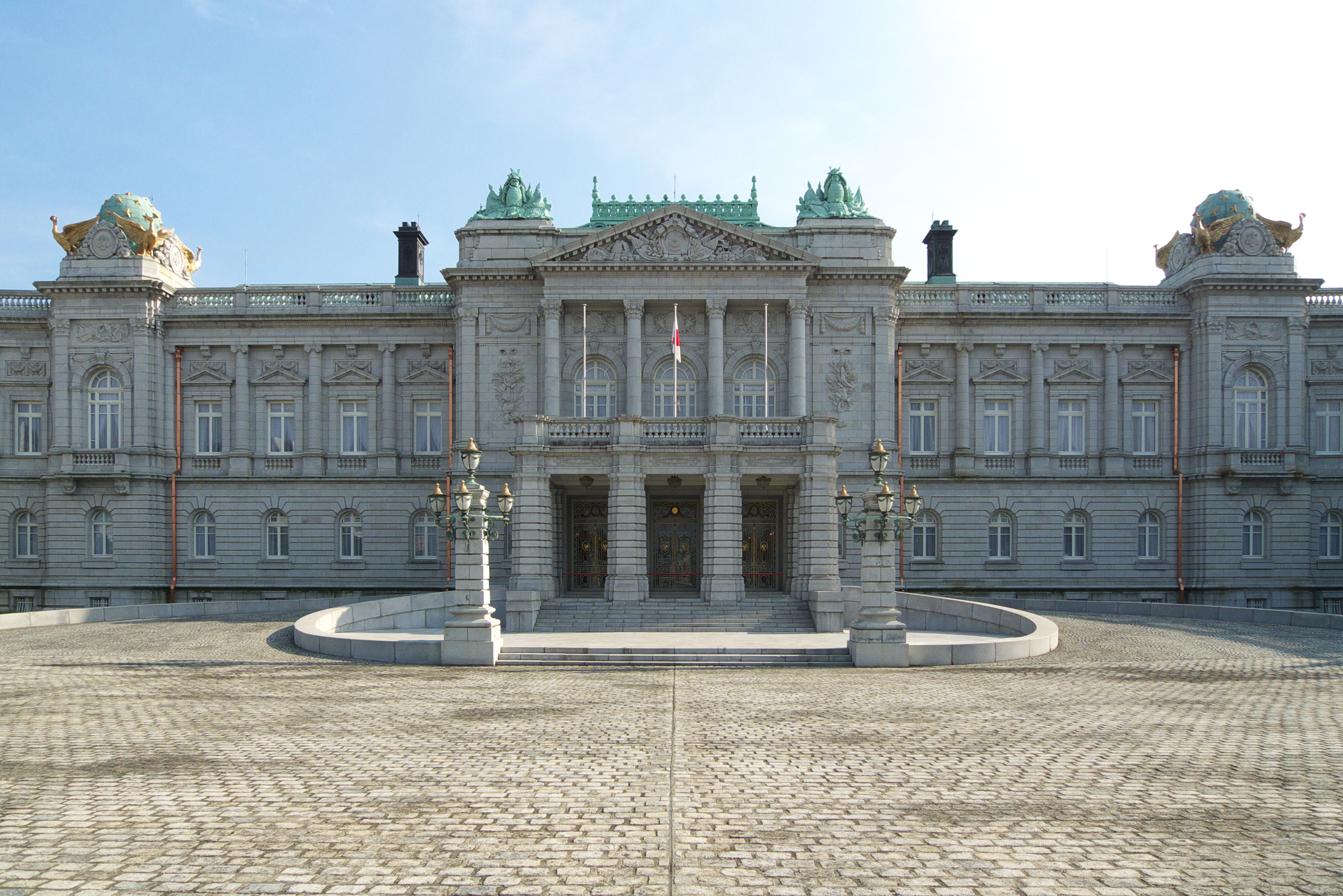
Palast Akasaka